# Frederik Nicolai Dresing
Frederik Nicolai Dresing (29. august 1823 i København – 16. juli 1894 i Nørresundby) var en dansk proprietær og politiker.
Han var søn af kammerassessor, 1. assistent og litteralforvalter ved Det kgl. Tallotteri Stephan Nicolai Dresing og Sophie Frederikke f. August. Dresing blev i 1841 student fra Borgerdydskolen på Christianshavn og tog juridisk embedseksamen 1847. Han var i 1849-50 konstitueret byskriver i Randers, men agtede at gå sagførervejen og blev i 1850 sagførerfuldmægtig i København. Samme år blev han imidlertid administrator af Rødslet gods samt forpagter af sammes teglværk, og dermed opgav han sin juridiske løbebane og kastede sig over landbruget. Han blev gift 28. november 1851 i Nørresundby med Marie Margrethe Lund (1. april 1824 i Nørresundby – 12. august 1921 i Hem, Onsild Herred), datter af godsforvalter Michael Larsen Lund, ejer af Voerbjerggård, og Inger Marie Hansen. I 1856 overtog han den svigerfaderen tilhørende ejendom Voerbjerggård ved Nørresundby og blev helt og holdent landmand. Han fik en række tillidshverv og og blev 1866 administrerende direktør for Brandforsikringen for rørlig Ejendom i Aalborg og Hjørring Amter. Han var tillige 1859-85 formand for Sundby-Hvorup Sogneråd.
Ikke overraskende kom han i fokus som muligt politikeremne. I Nørresundbykredsen var Peter Christian Zahle i 1855 valgt til folketingsmand, men man var ikke synderlig begejstret for ham, og formåede derfor Dresing til i 1861 at stille sig imod ham. Han slog Zahle med 382 stemmer imod 268 og i 1864 besejrede han ham også, men rigtignok først efter en meget hård kamp og med kun 9 stemmers overvægt. Året efter søgte Dresing også at komme ind i Rigsrådets Folketing, men blev slået af pastor Vilhelm Schøler, og i 1866 under forfatningskampen lykkedes det på ny Zahle at vriste kredsen fra Dresing. Denne blev dog ikke i lang tid uden for Rigsdagen, thi allerede 4 måneder efter valgtes han ind i Landstinget for 7. kreds, hvor han siden uafbrudt havde sæde til sin død og repræsenterede Højre. Fra 1876 til sin død var han desuden valgt til statsrevisor, de sidste år som formand for statsrevisorerne, og han var også 1870-78 valgt til medlem af Rigsretten. 27. marts 1875 blev han Ridder af Dannebrog og 26. maj 1892 Dannebrogsmand.